# Nils-Arne Björk
Nils-Arne Björk även kallad Nisse-Gretzky eller Nisse-Diesel, född 14 mars 1955, är en svensk ishockeyspelare. Björk inledde sin elitkarriär i AIK säsongen 1972–74 innan han gick till Örebro IK säsongen 1974. "Gretsky" var i perioder även varit klubbens sportchef, tränare och kontakt mot ligan.

## Spelarstatistik
- Totalt antal matcher (Örebro): 381
- Poäng per match (Örebro): 0,9
- Bästa säsong (Örebro 1981/81): 53 poäng 31 mål/22 assist.

| År      | Lag       | Division   | Matcher | Mål | Assist | Poäng | Utvisningsminuter |
| ------- | --------- | ---------- | ------- | --- | ------ | ----- | ----------------- |
| 1972-73 | AIK       | Division 1 | 14      | 1   | 0      | 1     | 0                 |
| 1973-74 | AIK       | Division 1 | 1       | 0   | 0      | 0     | 0                 |
| 1974-75 | Örebro IK | Division 1 | 28      | 1   | 1      | 2     | 0                 |
| 1975-76 | Örebro IK | Division 1 | 21      | 8   | 12     | 20    | 0                 |
| 1976-77 | Örebro IK | Elitserien | 36      | 8   | 9      | 17    | 12                |
| 1978-79 | Örebro IK | Elitserien | 29      | 2   | 8      | 10    | 15                |
| 1979-80 | Örebro IK | Division 1 | 35      | 11  | 22     | 33    | 4                 |
| 1980-81 | Örebro IK | Division 1 | 34      | 18  | 16     | 34    | 4                 |
| 1981-82 | Örebro IK | Division 1 | 36      | 31  | 22     | 53    | 14                |
| 1982-83 | Örebro IK | Division 1 | 32      | 14  | 21     | 35    | 20                |
| 1983-84 | Örebro IK | Division 1 | 32      | 22  | 21     | 43    | 12                |
| 1984-85 | Örebro IK | Division 1 | 32      | 16  | 17     | 33    | 2                 |
| 1985-86 | Örebro IK | Division 1 | 32      | 15  | 19     | 34    | 10                |